# Earl Doherty
Earl Doherty (1941) è un saggista canadese negatore dell'esistenza storica di Gesù.

## Biografia
Secondo quanto riportato nell'introduzione di uno dei suoi libri e nel suo sito internet, Doherty ha ricevuto in famiglia un'educazione religiosa cattolica, ma è diventato ateo all'età di diciannove anni. In seguito ha conseguito il bachelor in storia antica e lingue classiche, ma per ragioni di salute non ha proseguito gli studi universitari per conseguire il master. I suoi studi gli hanno comunque fornito sufficienti conoscenze di lingua greca e lingua latina, che ha integrato con studi di base di lingua ebraica e lingua siriaca per studiare i testi del Nuovo Testamento. La lettura delle opere di George Albert Wells lo ha introdotto alla teoria del mito di Gesù, che ha abbracciato con convinzione. Nel 1997 ha pubblicato l’articolo The Jesus Puzzle: Pieces in a Puzzle of Christian Origins sulla rivista Journal of Higher Chriticism, diretta da Robert Price; poco dopo ha creato un sito internet con il titolo The Jesus Puzzle, dedicato all'argomento del mito di Gesù. Nel 1999 ha pubblicato il suo primo libro, intitolato The Jesus Puzzle: Did Christianity Begin with a Mythical Christ?.

## Posizione sul cristianesimo
Doherty condivide con George Albert Wells, da cui è stato influenzato, l’idea che il Gesù a cui si fa riferimento nelle lettere di Paolo sia un essere spirituale mitico. Secondo Doherty, questo Gesù mitico sarebbe derivato dalla fusione di influenze del medioplatonismo e della merkavah, una corrente del misticismo ebraico. Doherty non concorda però con l'idea di Wells, sviluppata in una seconda fase, secondo cui questa figura mitica si sarebbe fusa successivamente con la figura storica di un predicatore galileo realmente esistito, i cui detti sarebbero stati riportati dalla cosiddetta fonte Q, per cui il contenuto del vangelo di Marco non sarebbe interamente mitico. Doherty afferma invece che i detti della fonte Q sono anonimi e non si devono necessariamente attribuire ad un'unica figura storica. Per Doherty, il vangelo di Marco sarebbe nato come una composizione midrashica influenzata dai libri dell'Antico Testamento. Solo con la seconda generazione cristiana, tra la fine del I secolo e l’inizio del II secolo, Gesù sarebbe emerso come una figura storica.

## Critiche
A causa dell'estraneità all'ambiente accademico e dei titoli di studio non elevati (solo il bachelor), i lavori di Doherty sono stati ignorati dalla maggior parte degli accademici, che lo considerano solo un commentatore dilettante.  Altri autori lo hanno invece contestato apertamente. Il biblista Bart Ehrman ha criticato in particolare il libro di Doherty Jesus: neither God nor man, affermando che è pieno di affermazioni non adeguatamente documentate. Il biblista scettico Maurice Casey ha da un lato affermato che Doherty è "il più influente dei miticisti contemporanei", ma da un altro lato ha messo in dubbio la sua capacità di comprendere adeguatamente i testi antichi che adopera nelle sue argomentazioni.

## Libri pubblicati
- The Jesus Puzzle: Did Christianity Begin with a Mythical Christ?, Canadian Humanist Publications, 1999 (Age of Reason Publications edition, 2005)
- Challenging the Verdict: A Cross-examination of Lee Strobel's "The Case for Christ", Age of Reason Publications, 2001
- Jesus: neither God nor man: the case for a mythical Jesus, Age of Reason Publications, 2009
- The End of an Illusion: How Bart Ehrman's "Did Jesus Exist?" Has Laid the Case for an Historical Jesus to Rest, Age of Reason Publications, 2012

## Articoli principali
- The Jesus Puzzle: Pieces in a Puzzle of Christian Origins, Journal of Higher Criticism, Vol. 4, Issue 2, 1997
- Vardis Fisher, an American and atheist novelist on the history of religious ideas, American atheist, V. 38, no. 4 (Autumn 2000) - V. 40, no. 1 (Winter 2001-2002)